# Terry Gray (Badminton)
Terry Lee Gray (* 19. Dezember 1963 in Auckland) ist eine Badmintonspielerin von der Norfolkinsel. 

## Karriere
In ihrer Jugend spielte Gray erfolgreich Badminton in Neuseeland.
Später repräsentierte Terry Gray den Verband der Norfolkinsel bei den Commonwealth Games 2014, wobei sie in allen vier möglichen Disziplinen am Start war. Mit dem Team wurde sie in der Vorrunde Gruppenletzter. Im Doppel und im Einzel belegte sie Rang 17, im Mixed Rang 33.